# Dinastía Kalākaua

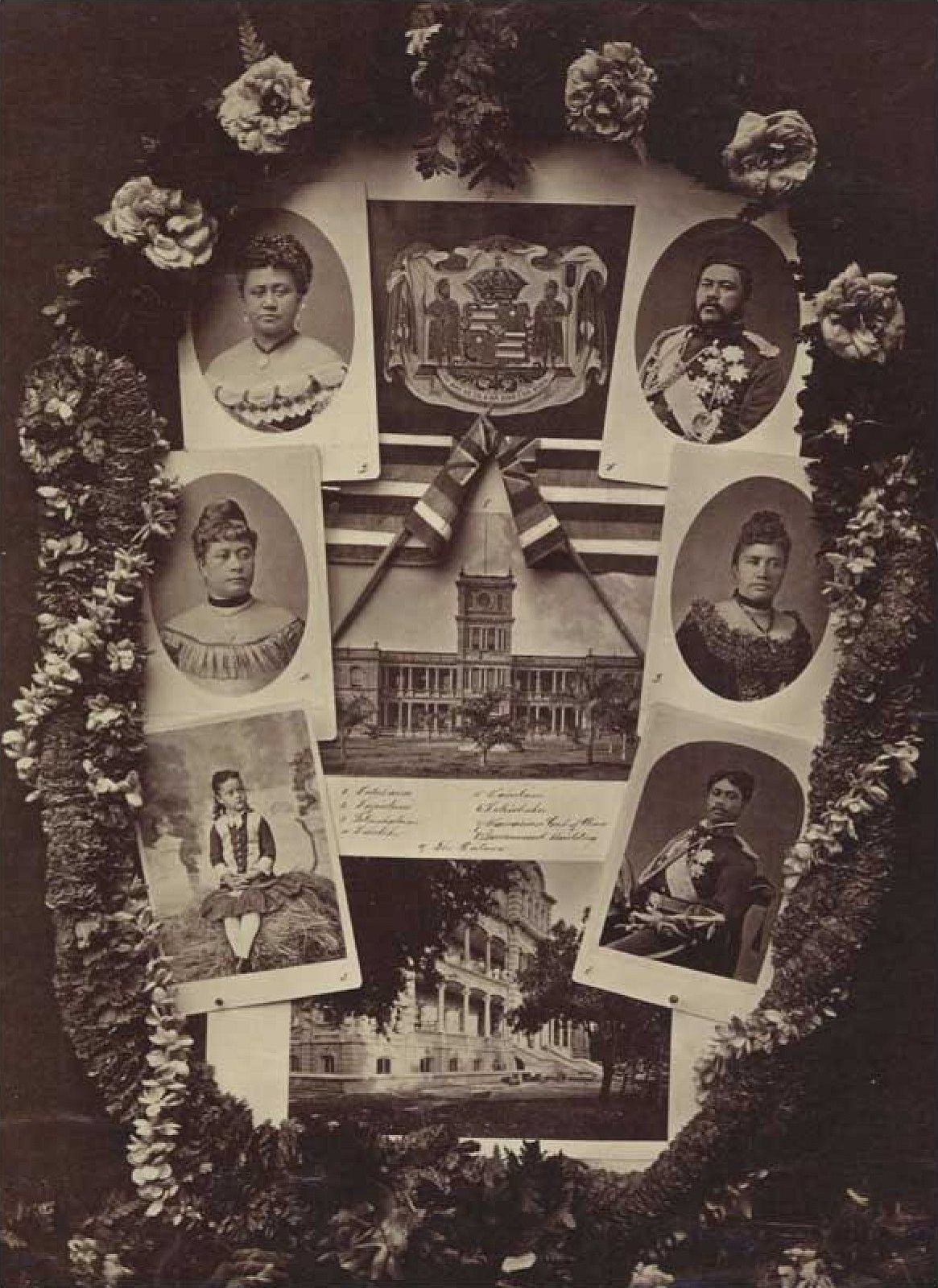
Collage de la Dinastía Kalākaua.

La Dinastía Kalākaua, fue la familia reinante en el Reino de Hawái en el periodo comprendido entre el reinado del Rey David Kalākaua en 1874 y el destronamiento de la Reina Lydia Liliʻuokalani en 1893. Liliʻuokalani murió en 1917. La dinastía de Kalākaua eran descendientes de los Grandes Jefes de la Isla de Kauaʻi, elegidos cuando no quedaron descendientes masculinos de la Casa de Kamehameha. La antorcha llameante simboliza la dinastía basada en el sagrado kapu del ancestro Kalākaua Iwikauikaua.

## Origen y ascenso al poder de la Dinastía
La dinastía fue fundada por David Kalākaua, quien era hijo de los Grandes Jefes Analea Keohokalole y Caesar Kapaʻakea de Kauaʻi, cuya abuela materna era la Gran Jefa Alapaʻiwahine de Kaʻū, prima de Kamehameha I. Por tanto, eran familia lejana de la Casa de Kamehameha. Cuando muere Kamehameha V en 1872 la línea masculina de Kamehameha se había extinguido, dejando a David Kalākaua y a William Charles Lunalilo como los únicos varones relativamente cercanos. Lunalilo era el más popular de los dos candidatos. Era descendiente directo de un medio hermano del Rey Kamehameha I, lo que le convertía en primo del Rey Kamehameha V. Por este motivo, muchos pensaban que por derecho, el reino pertenecía a Lunalilo, puesto que era la única persona con mayor parentesco con Kamehameha V. El 1 de enero de 1873, se celebró una consulta popular para nombrar al rey. Lunalilo ganó por una mayoría aplastante, al día siguiente, la asamblea legislativa confirmó el voto popular, eligiendo a Lunalilo por unanimidad. Kalākaua reconoció su derrota. Lunalilo falleció el 3 de febrero de 1874 y Kalākaua fue el elegido para sustituirle.

## Reyes de la Dinastía
David Kalākaua. Durante la primera parte de su reinado, Kalākaua ejerció plenamente su derecho a nombrar y cesar gabinetes. El rey Kalākaua creía en el derecho hereditario de los aliʻi a gobernar. Kalākaua cesó y nombró nuevos gabinetes continuamente. Esto le granjeó las críticas de los miembros del "Missionary Party" que pretendían reformar el gobierno hawaiano, basándose en el modelo del Reino Unido de monarquía constitucional en el que el monarca tenía muy poco poder real frente al gobierno, pero sí una gran dignidad al ser el jefe del estado. El partido creía que era la asamblea legislativa quien debía tener el control del consejo de ministros y no el rey. Esta lucha continuó durante todo el mandato de Kalākaua. En 1881, S.M. el rey Kalākaua marchó de Hawái para recorrer el mundo y estudiar la cuestión de la inmigración y mejorar las relaciones exteriores. También quería estudiar cómo gobernaban otros mandatarios. Durante su ausencia, su hermana y heredera, la Princesa Liliʻuokalani, gobernó como regente (su hermano, el Príncipe Leleiohoku II, el antiguo heredero, había muerto en 1877). El soberano viajó en primer lugar a San Francisco donde fue recibido con honores de estado. Después partió hacia el Imperio de Japón en donde se entrevistó con el Emperador Meiji. Siguió por la Dinastía Qing de China, Siam, Birmania, el Raj británico de La India, Egipto con Mehmet Alí y sus sucesores, Italia, Bélgica, el Imperio alemán, el Imperio austrohúngaro, la Tercera República Francesa, la España de la Restauración, el Reino de Portugal, el Reino Unido de Gran Bretaña e Irlanda, volviendo a Estados Unidos antes de regresar a Hawái. Durante este viaje, se entrevistó con varios jefes de Estado en el trono, incluyendo al papa León XIII, y los reyes Humberto I de Italia y Victoria del Reino Unido. Gracias a ello, fue el primer rey en viajar por todo el mundo.
Kalākaua levantó también el Palacio ʻIolani, el único palacio real que hay en suelo americano hoy en día. Muchos de los muebles del palacio los trajo Kalākaua de sus viajes por Europa.
Hacia 1887, el partido Missionary (Misionero) se sentía muy frustrado con Kalākaua. Le echaban la culpa de la creciente deuda del reino, acusándole de ser un derrochador. Algunos extranjeros quisieron obligar al rey Kalākaua a abdicar y a colocar a la hermana de éste, Liliʻuokalani en el trono, mientras que otros querían acabar por completo con la monarquía y anexionar las islas a los Estados Unidos. Quienes estaban a favor de la anexión formaron un grupo llamado la Liga Hawaiana. En 1887, miembros de la Liga, armados, se reunieron. El rey, asustado ante esta demostración de fuerza, se ofreció a traspasar sus poderes a ministros extranjeros en representación de los Estados Unidos, el Reino Unido o Portugal. Por el contrario, los miembros de la liga le pidieron que firmara una nueva constitución. 
Esta carta magna, conocida con el sobrenombre de Constitución Bayoneta de 1887, le quitaba al rey gran parte de su poder ejecutivo, privando a la mayoría de los nativos hawaianos de su derecho al voto.
Lydia Liliʻuokalani. Heredó el trono de su hermano Kalākaua el 29 de enero de 1891. Poco después de subir al poder, intentó derogar la Constitución Bayoneta vigente y elaborar un borrador de una nueva constitución que devolviera el poder a la monarquía. Los súbditos americanos y europeos del Reino de Hawái, ante la amenaza de la eliminación del sufragio de la constitución (sufragio que sólo les permitía votar a ellos) propuesta por la reina, afirmaron que esta había "abdicado virtualmente" al intentar subvertir la constitución, por lo que planearon derrocarla. Además de la amenaza de pérdida del sufragio, los intereses comerciales del reino estaban preocupados por la eliminación de los aranceles extranjeros del mercado americano del azúcar, a causa de la Ley McKinley (que en efecto eliminaba el estatus de privilegio del azúcar hawaiano basándose en el acuerdo de reciprocidad), contemplando la posibilidad de anexión a Estados Unidos (y disfrutar así de los mismos beneficios para el azúcar que los productores nacionales) como una consecuencia favorable de poner fin a la monarquía.
Durante el derrocamiento de 1893 el ministro americano de Hawái de la época, John L. Stevens, pidió a las tropas en tierra del U.S.S. Boston que protegieran los negocios y propiedades estadounidenses. S.M. la Reina fue depuesta el 17 de enero de 1893, constituyéndose un gobierno provisional.
El gobierno de Grover Cleveland encargó el Informe Blount y según sus conclusiones determinó que el derrocamiento de Liliʻuokalani había sido ilegal, ofreciéndole a S.M. el 16 de noviembre de 1893 devolverle el trono si le concedía la amnistía a todos los responsables. En un primer momento se negó, afirmando según las crónicas que haría que les decapitaran - aunque negó esa acusación en concreto, sí admitió que quería que sufrieran el castigo de la muerte -.2 Ante este desarrollo de los acontecimientos, el entonces presidente Grover Cleveland remitió el documento al Congreso de los Estados Unidos.
Aunque cambió de opinión el 18 de diciembre de 1893 y el ministro estadounidense Willis pidió al Gobierno Provisional que la rehabilitaran, éstos se negaron. El Congreso respondió a la recomendación de Cleveland con otra investigación, que el Senado de los Estados Unidos presentó como el Informe Morgan el 26 de febrero de 1894, en el que exoneraba tanto al ministro Stevens como a las tropas estadounidenses de toda responsabilidad en el derrocamiento. El 4 de julio de 1894, se proclamó la República de Hawái siendo Sanford Ballard Dole, uno de los primeros en pedir la abolición de la institución monárquica, su presidente. El gobierno de los Estados Unidos la reconoció inmediatamente.